# Calamonte
Calamonte ist eine Gemeinde (municipio) mit 6.120 Einwohnern (Stand: 2024) in der spanischen Provinz Badajoz in der Autonomen Gemeinschaft Extremadura. 

## Lage
Calamonte liegt etwa 58 Kilometer östlich von Badajoz und etwa fünf Kilometer südwestlich von Mérida in einer Höhe von 221 m.

## Demografie
| Einwohnerzahl (1857–2021)                 | Einwohnerzahl (1857–2021) | Einwohnerzahl (1857–2021) | Einwohnerzahl (1857–2021) | Einwohnerzahl (1857–2021) | Einwohnerzahl (1857–2021) | Einwohnerzahl (1857–2021) | Einwohnerzahl (1857–2021) | Einwohnerzahl (1857–2021) | Einwohnerzahl (1857–2021) | Einwohnerzahl (1857–2021) | Einwohnerzahl (1857–2021) | Einwohnerzahl (1857–2021) | Einwohnerzahl (1857–2021) | Einwohnerzahl (1857–2021) | Einwohnerzahl (1857–2021) |
| ----------------------------------------- | ------------------------- | ------------------------- | ------------------------- | ------------------------- | ------------------------- | ------------------------- | ------------------------- | ------------------------- | ------------------------- | ------------------------- | ------------------------- | ------------------------- | ------------------------- | ------------------------- | ------------------------- |
| 1857                                      | 1877                      | 1887                      | 1900                      | 1910                      | 1920                      | 1930                      | 1940                      | 1950                      | 1960                      | 1970                      | 1981                      | 1991                      | 2001                      | 2011                      | 2021                      |
| 1629                                      | 2286                      | 2492                      | 2525                      | 2859                      | 3093                      | 3474                      | 3891                      | 4064                      | 4500                      | 4518                      | 4957                      | 5564                      | 6104                      | 6308                      | 6152                      |
| Quelle: Instituto Nacional de Estadística |                           |                           |                           |                           |                           |                           |                           |                           |                           |                           |                           |                           |                           |                           |                           |

## Sehenswürdigkeiten
- Kirche Mariä Himmelfahrt
- Alte Josefskapelle (Antigua Ermita de San José)

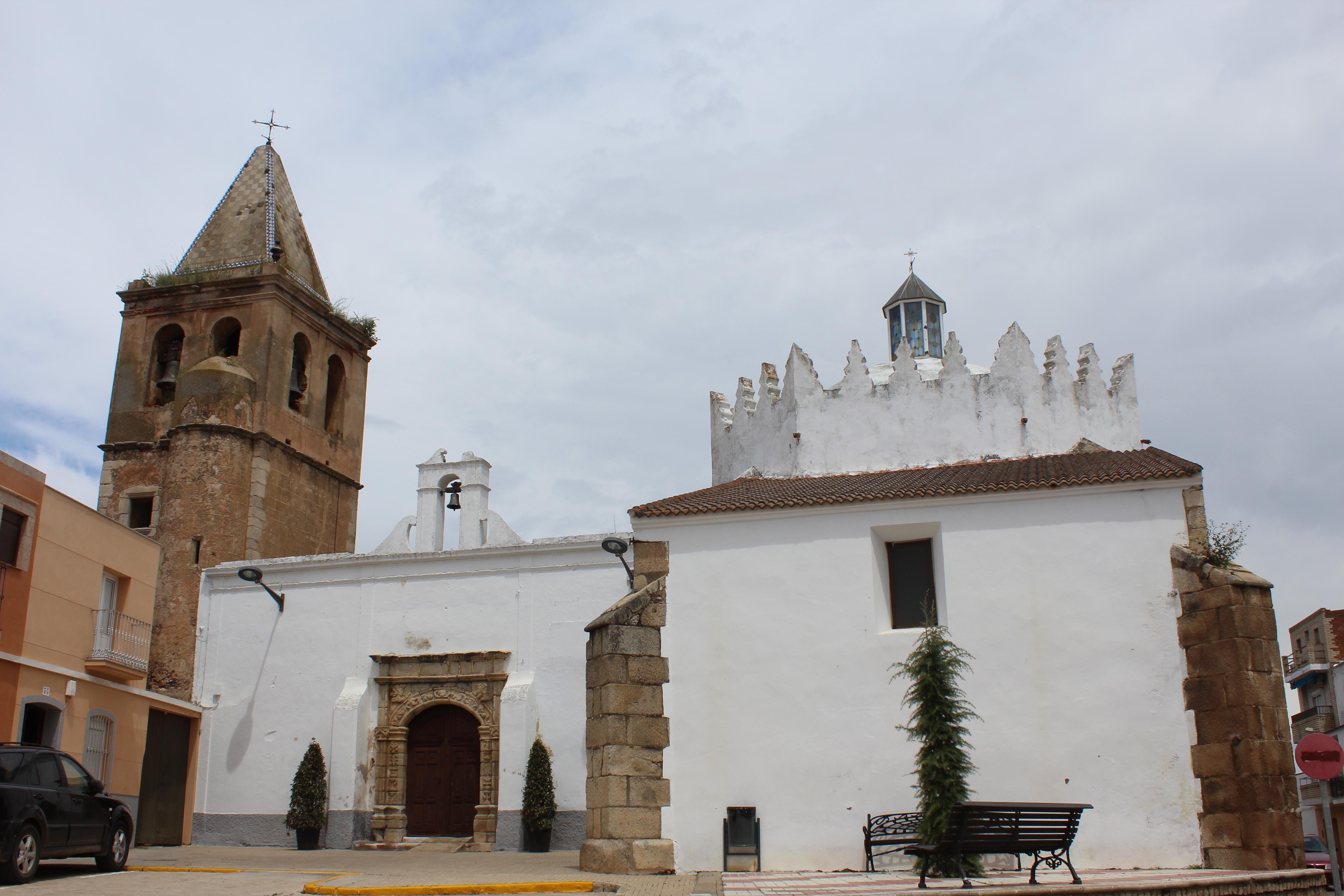
Kirche Mariä Himmelfahrt
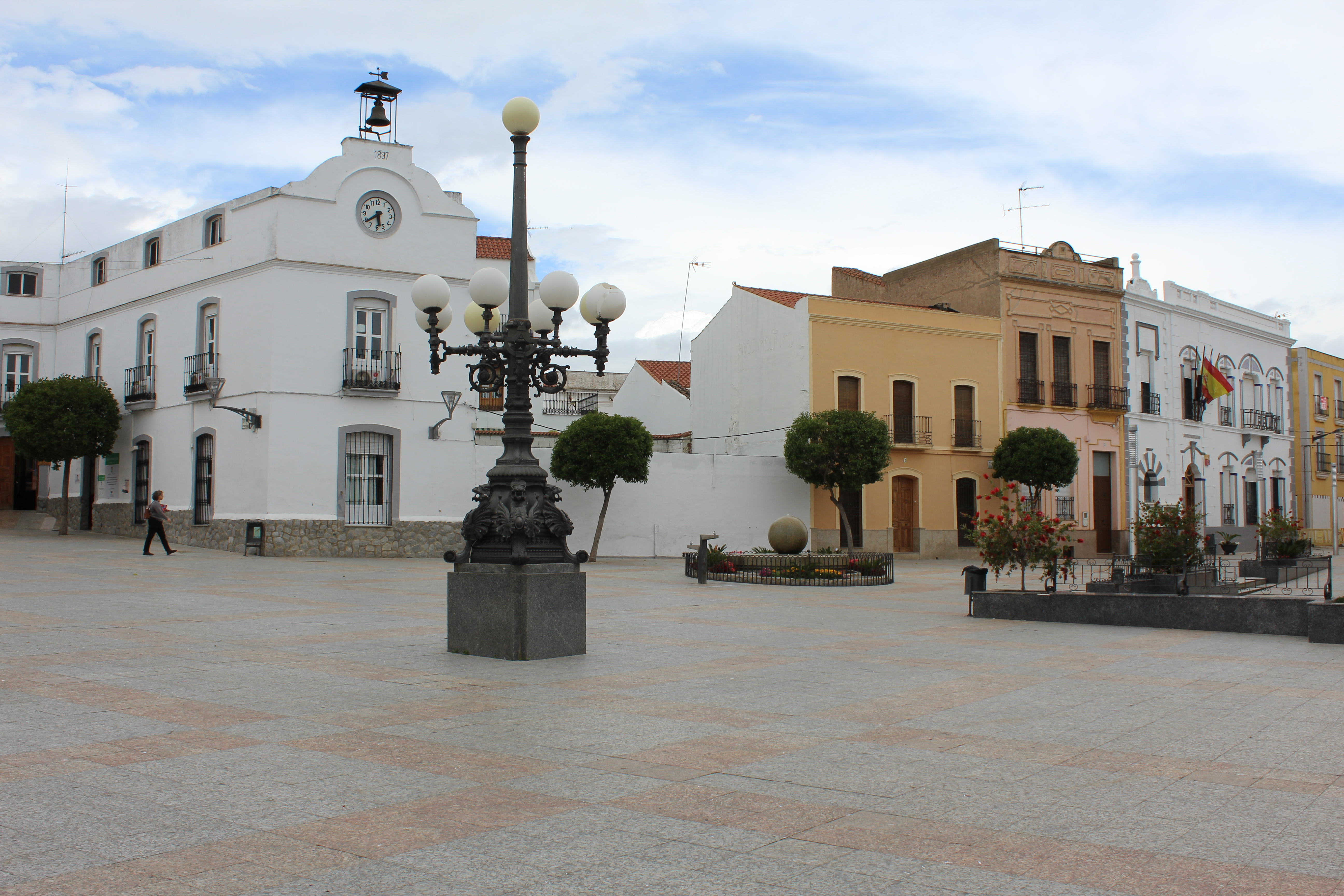
Altes und Neues Rathaus

## Persönlichkeiten
- Gonzalo Macías (1509; Sterbedatum unbekannt), Konquistador
- Alejandro Galán Pozo (* 1999), Basketballspieler